# Konwencja Polska
Konwencja Polska – klub parlamentarny działający w Sejmie I kadencji i Senacie II kadencji. Został utworzony 2 października 1992 i funkcjonował do końca kadencji (tj. do 31 maja 1993), wchodząc w skład koalicji popierającej rząd Hanny Suchockiej.
Klub połączył parlamentarzystów Stronnictwa Ludowo-Chrześcijańskiego (SLCh), Partii Chrześcijańskich Demokratów (PChD) i Partii Konserwatywnej (założonej przez grupę posłów UD i KLD) oraz niezależnych. Liczył pod koniec kadencji 28 posłów i 7 senatorów. Przewodniczył mu Ireneusz Niewiarowski.
W wyborach parlamentarnych w 1993 pod szyldem komitetu wyborczego Konwencja Polska wystartowała grupa kandydatów do Senatu (m.in. Józef Ślisz i Jerzy Stępień), z których żaden nie zdobył mandatu.
Jednocześnie większość posłów kandydowała z Katolickiego Komitetu Wyborczego „Ojczyzna”, który nie przekroczył 8% progu wyborczego dla koalicji. Pojedynczy posłowie znaleźli się na listach innych ugrupowań (m.in. z BBWR kandydowali Andrzej Gąsienica-Makowski i Mieczysław Gil).

## Członkowie
Posłowie
- Roman Andrzejewski (niez., wybrany z listy PC)
- Artur Balazs (SLCh)
- Józef Bąk (niez., wybrany z listy Unia Wielkopolan i Lubuszan)
- Zygmunt Berdychowski (SLCh)
- Michał Chałoński (PK, d. UD)
- Piotr Fogler (PK, d. UD)
- Andrzej Gąsienica-Makowski (PChD, wybrany z listy Związku Podhalan)
- Mieczysław Gil (PChD, wybrany z listy Krakowskiej Koalicji „Solidarni z Prezydentem”)
- Józef Gutowski (SLCh)
- Aleksander Hall (PK, d. UD)
- Wiesław Klisiewicz (PChD)
- Anna Knysok (PChD)
- Tadeusz Kowalczyk (SLCh)
- Zbigniew Lech (SLCh)
- Paweł Łączkowski (PChD)
- Adam Matuszczak (niez., wybrany z listy WAK)
- Lech Mażewski (PK, d. KLD)
- Ireneusz Niewiarowski (SLCh)
- Wacław Niewiarowski (SLCh)
- Bohdan Pilarski (SLCh)
- Władysław Raiter (PK, d. UD)
- Andrzej Raj (PK, d. KLD)
- Kazimierz Rostek (SLCh)
- Edward Rzepka (PChD, wybrany z listy PC)
- Janusz Steinhoff (PChD)
- Kazimierz Ujazdowski (PK, d. UD)
- Andrzej Wojtyła (SLCh)
- Paweł Zalewski (PK, d. UD)

Senatorowie
- Jarosław Barańczak (PChD)
- Jan Chodkowski (SLCh)
- Jan Draus (niez., wybrany z listy Regionalnego Forum Wyborczego Rzeszów)
- Tadeusz Kamiński (PChD)
- Krzysztof Pawłowski (PChD)
- Jerzy Stępień (niez., wybrany z listy PC)
- Józef Ślisz (SLCh)